# Ґомпа

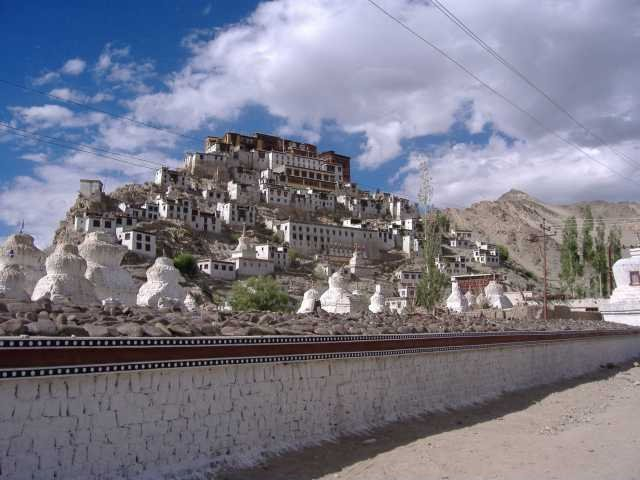
Тхіце-ґомпа біля Ладакха, Індія, типового для Тибету дизайну

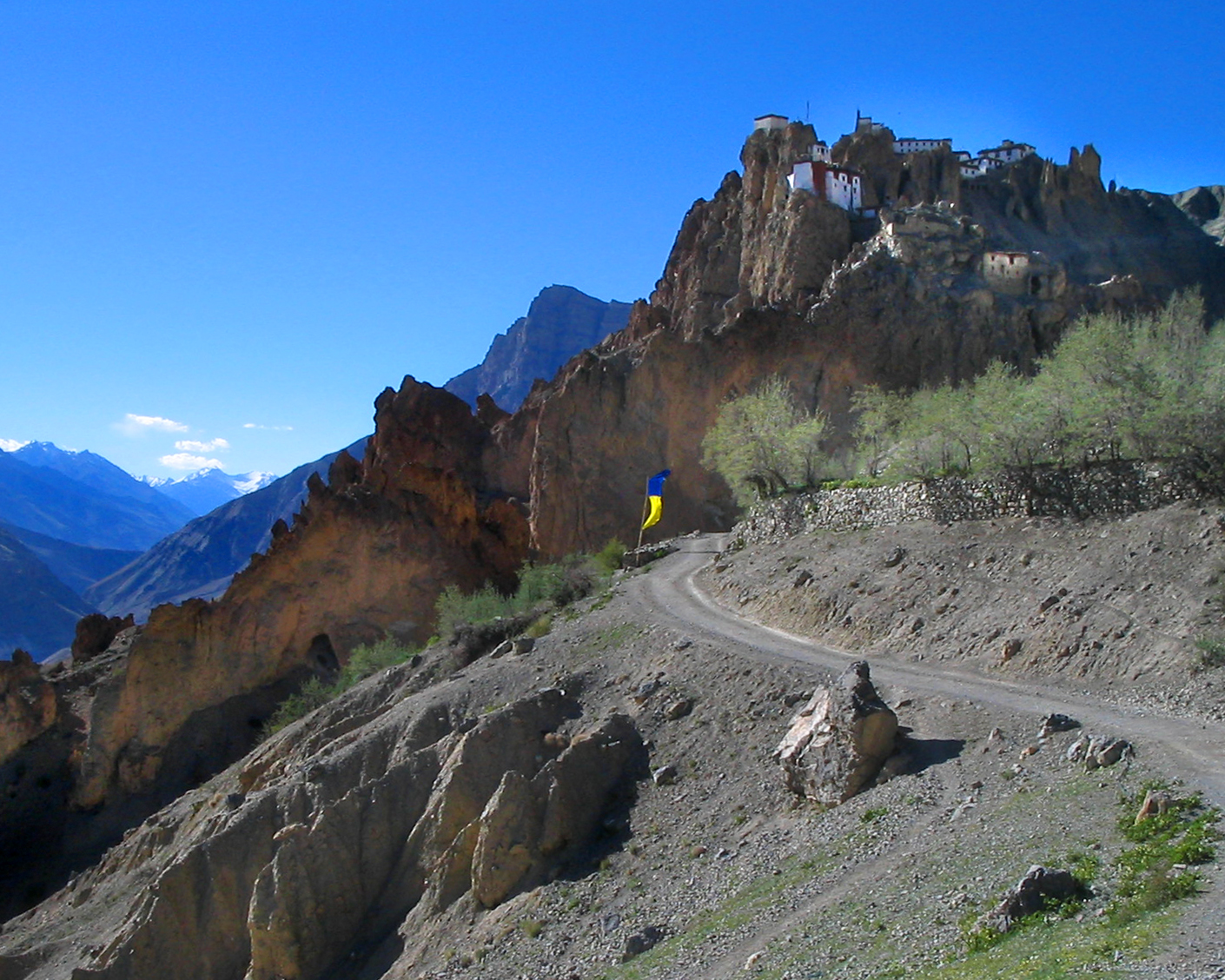
Дханкар-ґомпа у Спіті, Індія

Ґомпа або лінг (Gompa або ling) — укріплені поселення, призначені для освіти, садхани, часто вони розглядаються як поєднання фортеці, монастиря і університету; ґомпи часті в Тибеті, Ладакху (Індія), Непалі та Бутані. Їх дизайн і внутрішнє оздоблення варіюють залежно від регіону, проте дотримуються головної лінії священної геометрії, мандала, зі статуєю Будди (мурті або тхангка), лавами для монахів, що збираються для медитації та молитви, та приєднаними житловими спорудами. Ґомпа також може мати кілька ступ.
Ґомпа також може бути приміщенням, призначеним для медитації, без житлових споруд навколо; такі приміщення існують у міських буддистських центрах.